# ذقن الشيخ السوراتي
ذقن الشيخ السوراتي (باللاتينية: Cometes surattensis) نوع نباتي يتبع جنس ذقن الشيخ من الفصيلة القرنفلية. سمي نسبة إلى مدينة سورات في الهند.

## الموئل والانتشار
النبات واطن في المنطقة الممتدة من سيناء وشبه الجزيرة العربية إلى إيرانوباكستان والهند.